# Вилансете
Вилансе́те (порт. vilancete) также виланси́ку (порт. vilancico), или реже вильянси́ку (порт. vilhancico от исп. villano — деревенский, от исп. villa — деревня, село) — песенно-танцевальный, а также литературный жанр, популярный в Португалии в XV—XVII веках. Как текстомузыкальная форма родственен испанскому вильянсико (исп. villancico) и каталанскому — «вилансе́ту» (кат. villancet). Из Португалии как поэтический жанр распространился в Бразилии. Исполнение религиозного вилансику в храмах Португалии было запрещено королевским указом 1723 года. После периода забвения в XVIII веке литературный жанр был возрождён бразильскими и португальскими поэтами в конце XIX и начале XX веков. В условиях неустоявшегося понятия португальский музыковед Нуну Раймунду (Nuno Raimundo) в 2017 году предложил музыкальный жанр именовать термином «вилансику», а его поэтическую основу термином «вилансете». Поэтические вилансете, точнее вильянсете (исп. villançete в орфографии XV века), на кастильском языке редки, но одно такое сочинение представлено в «Песеннике Стуньиги» (около 1458).

## Обоснование термина
Музыкальный словарь Римана (1882, русский перевод вышел в 1904 году по изданию 5-го издания 1900 года) сообщает, что под термином «виллансикос» (Villancicos) следует понимать «испанские церковные песнопения на больших праздниках». Наличие аналогичной текстомузыкальной формы в Каталонии и Португалии обходилось молчанием в авторитетных музыковедческих словарях вплоть до последнего издания Музыкального словаря Гроува в 2001 году, в котором при отсутствии статьи о понятии «вилансете» зафиксировано 4 случая его употребления (Vilancete, Vilancetes), использованных при ссылках на авторитетные источники. Не представляется возможности упрекнуть Римана и Гроува в не профессионализме, поскольку музыковедам конца XIX начала XX века не было известно о существовании португальских музыкальных антологий эпохи Ренессанса, но их преемники хранят молчание относительно недостаточно изученного понятия.
В «Упсальском песеннике» (1556) записаны композиции каталанского композитора Матео Флеча Старшего на тексты на каталанском и кастильском языках, которые в Каталонии именуют «вилансику». Роберт М. Стивенсон (Robert M. Stevenson) в статье «Вилянсико» (Villancico) описывал испанское понятие, но до того в названии издания сочинений того же жанра (или же отличающегося от испанского жанра?) португальских композиторов эпохи барокко употребил понятие «вилансику» (Vilancicos portugueses, но не «вильянсико» Villancicos portugueses). В 1976 году Стивенсон опубликовал сочинения португальских композиторов жанра барочного вилансику, частично в стиле маньеризма, то есть относящихся к религиозной кантате-вилансику.
В большинстве случаев, но не во всех, среди западных музыковедов (кроме некоторых португальцев) португальский вилансете принято обозначать термином «вильянсико», «португальский вильянсико». Вероятнее всего, это связано с его недостаточным исследованием, с его незначительной распространённостью в сравнении с большим количеством испанских вильянсико. В буклете 1-го компакт-диска к антологии известного португальского музыковеда Мануэла Педру Феррейры (Manuel Pedro Ferreira, Antologia de Música em Portugal na Idade Média e no Renascimento) употреблёно понятие «вилансете».
Даже несмотря на свою гомогенность (однородность), в настоящее время испанский вильянсико, каталанский вилансет или вилансику и португальский вилансете или вилансику могут рассматриваются как отдельные жанры. Однако, очевидно как отсутствие единства мнений в данном вопросе, так и общепризнанной унифицированной терминологии. Мало того, если в XV веке любое произведение этого жанра (или этих родственных жанров) создавалось исключительно для пения, то с начала XVI века усилиями поэтов происходило разделение, в результате которого вычленился самостоятельный литературный жанр, то есть поэтические сочинения уже не предназначались для положения на музыку, для пения. В советском литературоведении термин «вилансете» использовался по крайней мере с 1985 года. В музыковедческой литературе на английском языке термин «вилансете» стал использоваться по крайней мере с 1941 года, хотя в XIX веке данное понятие употреблялось английскими литературоведами. Несмотря на чрезвычайную распространённость термина «вильянсико», в музыковедческой литературе настоящего времени относительно португальского жанра полифонии эпохи Возрождения термины «вилансете» и «вилансику» могут использоваться не только в работах на португальском, но также и на английском языках.
В данной ситуации, то есть при отсутствии общепризнанного унифицированного термина, Нуну Раймунду (Nuno Raimundo) в своём критическом издании «Парижского песенника» выбрал компромиссный вариант: «Во избежание неоднозначности мы избираем использование термина „вилансику“ (vilancico) для обозначения музыкального жанра, чтобы, таким образом, отличить его от поэтической формы „вилансете“ (vilancete)». В статье 2019 года автор привёл таблицу из собственной диссертации с обозначениями музыкального жанра термином «вильянсико» (villancico), а литературной поэтической формы термином «вилансете» (vilancete). А ниже привёл примечание: the vilancete, cantiga, and serranilha are equivalent to the Spanish forms villancico, canción, and serranilla. Текст и музыка, неразрывно связанные в изначально народной песне или песне-танце, получают раздельное рассмотрение в исследованиях специалистов нашего времени.

## В музыке
Сохранилось 4 португальских песенника XVI века («Лиссабонский кансионейру» (1530—1550), «Элвашский кансионейру» (1560—1575), «Беленский кансионейру» (1550—1580), «Парижский кансионейру» (1550—1570)), которые кроме других песенно-музыкальных жанров также содержат вильянсико, именуемые в Португалии вилансете или вилансику. В вилансете из «Парижского песенника» Lágrimas de saudade и Vida da minh’alma встречается использование характерного португальского понятия саудаде, которое соседствует с мотивом смерти.
В XV и XVI веках в Европе кастильский язык был более известен, чем португальский. Культуры Испании и Португалии были гораздо ближе, чем в настоящее время. Португальский писатель Жил Висенте считается родоначальником испанской драмы. А португальский композитор Педру де Эшкобар (в Испании — Педро де Эскобар) сочинял вильянсико на тексты на кастильском языке. В вильянсико Soledad tengo de ti из «Лиссабонского песенника» и «Беленского песенника» понятие исп. soledad имеет не современное в испанском языке значение «одиночество» или «одинокое место», а использовано в значении португальского языка «саудаде» (порт. saudade) — тоска по родной земле, ностальгия по родным местам.
В «Беленском песеннике» из 18 представленных нотированных композиций только текст одного вилансете записан на португальском языке. Это не означает, что все они были созданы не португальцами, поскольку авторство подавляющего их количества неизвестно. Мануэл де Португал, командор ди Вимиозу (Manuel de Portugal, comendador de Vimioso), сочинил текст на кастильском языке, а положенная на музыку композиция была записана в «Элвашском песеннике» и «Беленском песеннике». Все поэтические сочинения (17 сборников) этого автора написаны на кастильском, а прозаический «Краткий трактат о молитве» (Tratado breve da oração) — на португальском. При этом текст последней пьесы «Беленского песенника» Flerida en cuya mano представляет сокращённый вариант поэмы, созданной португальским писателем Жорже де Монтемором на кастильском языке. Этот автор создал первый на кастильском языке пасторальный роман «Диана» (1599).
В «Элвашском песеннике» («Кансионейру из библиотеки Элваша») из 65 пьес разных жанров тексты 11 кантиг и 6 вильянсико/вилансете записаны на португальском языке. Все 6 вильянсико/вилансете написаны анонимами для 3-х голосов при различном сочетании голосов: сопрано — S, альта — A, тенора — T, баса — B. Ниже перечислены номера вильянсико/вилансете в «Элвашском песеннике», их названия, голоса и количество стихов в строфах:
- 08 — Perdi a esperança — AAT; 3+4+3
- 20 — Porque me naõ ves Joãna — SAB / STB; 3+4+3
- 26 — Perdido polos meus olhos — SMA; 3+4+3
- 27 — Cuydados meus tão cuidados — SAT; 3+4+4
- 39 — Não podem meus olhos vervos — SAB; 2+5
- 55 — Sempre fiz vossa vontade — ATB; 3+4+3

В «Лиссабонском песеннике» только текст одного из общего числа 19 вильянсико записан на португальском языке. Это № 37 — O tempo bom tudo cura, но сохранились только три первых стиха — припев (порт. estribilho, исп. estribillo).
В «Парижском песеннике» на кастильском языке созданы 93 текста, 31 на португальском, 5 на латыни и 1 на итальянском (всего 130 текстов). Из 124 текстов в 91 случае доминирует поэтическая форма вилансете. Ни в одной из композиций не указано имя композитора. Некоторых авторов можно определить при сравнении с «Дворцовым песенником».
Мануэл Морайш (Manuel Morais, 1988) предложил 4 варианта структурного построения вилансете:
- ABB cddc: cBB
- ABB cddc: cdB
- ABB cdcd: dBB
- ABB cdcd: dbB[16]

В 2003 году Руй Бесса (Rui Bessa) указал структуру времён Ренессанса:
| Стихи припева | Форма                           | Припев (Estribilho) | Строфы (Mudança) | Строфы (Volta) |
| ------------- | ------------------------------- | ------------------- | ---------------- | -------------- |
| 2 стиха       | поэтическая музыкальная твёрдая | a a (A)             | b b (B B)        | b a (A)        |
| 3 стиха       | поэтическая музыкальная твёрдая | a b b (A)           | c d c d (B B)    | d b b (A)      |
| 4 стиха       | поэтическая музыкальная твёрдая | a b b a (A)         | c d c d (B B)    | a b b a (A)    |

В эпоху барокко структура усложнилась, количество строф увеличилось, музыкальная составляющая стала походить на барочную кантату в итальянской манере.
В 1976 году Стивенсон опубликовал произведения португальских композиторов эпохи барокко Мануэла Корреи, Педру де Кришту (1545—1618), Гашпара Фернандеша (1566—1629), Антониу Маркеша Лежбиу (1639—1709), Филипе да Мадре де Деуша (1630—1687), Франсишку Мартинша (1620—1680), Педру Важ Регу (1670—1736), Гонсалу Мендеша де Салданья (1580—1645), Франсишку де Сантьягу (1578—1646) и других авторов.
При своём зарождении жанр имел народную основу без какой-либо связи с религией. Затем вилансику/вилансете распространился среди придворной знати и в XVI веке разделился на религиозный и светский поджанры без утери изначальной народной основы. Среди религиозных песнопений выделились этнические вилансику, в частности «негритянский вилансику» (порт. vilancico de negros) или «чёрный вилансику» (порт. vilancico negro), под которым подразумевается имитация песни в исполнении африканского раба — это религиозные песнопения с текстами на креольском языке, к известным образцам которых относятся Sã qui turo zente pleta и Antonya Flaciquia Gasipà Филипе да Мадре де Деуша. Песнопения такого рода чаще всего исполнялись на Рождество Христово и Богоявление, при этом ритм отмечался хлопаньем в ладоши. Помимо того вилансику исполнялись в виде ещё одного поджанра — театрализованных представлений с пением и танцами во время Рождества и Пасхи в церквях, на площадях и во дворцах. Исполнение религиозных вилансику в соборах и церквях Португалии было запрещено Жуаном V в 1723 году.

## В литературе

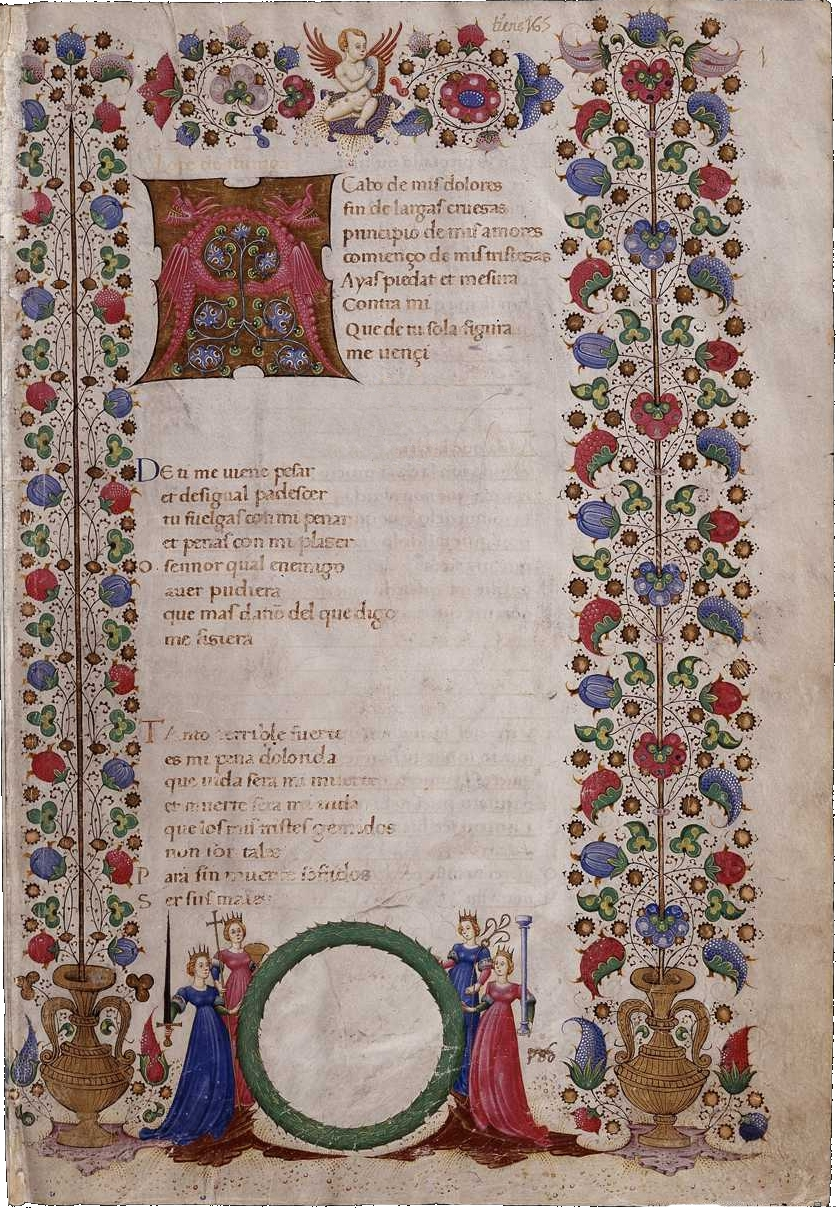
Вилансете Карвахалеса на кастильском языке записан в «Песеннике Сту́ньиги» (MN 54), XV век

Кроме того в португальской литературе эпохи Возрождения был распространён сугубо поэтический жанр вилансете, встречающийся практически у каждого поэта того периода. Например, публикация сочинений Жуаны да Гама 1872 года воспроизводит издание XVI века без указания имени поэтессы, в которой вышло 4 вилансете различной стихотворной формы: три из них строятся по модели 4 строф (3+7+4+3 стихов), один — по ставшей впоследствии жёсткой форме в 2 строфы по 3 и 7 стихов. Согласно И. А. Тертерян, во «Всеобщем песеннике» («Кансьонейру жерал», Cancioneiro Geral — поэтическом, но не музыкально-поэтическом), составленном Гарсией де Резенде в 1516 году, преобладают редондильи, вилансете и кантиги. Однако по меньшей мере один вилансете известен на кастильском языке. Хранящийся в Национальной библиотеке Испании «Песенник Стуньиги» составлялся при дворе Альфонсо V Великодушного (1396—1458), то есть до 1458 года, копия была снята в Неаполе между 1460 и 1463 годами. В антологии записан единственный вилансете (исп. villançete Saliendo de un olivar / mas fermosa que arreada; f. 130v.), созданный поэтом Карвахалесом (Carvajales) на кастильском языке. При строении 4+8+8+8 в Португалии данное сочинение отнесли бы к литературному жанру кантиги, так как голова состоит из 4-х стихов, а в португальских вилансете рефрен содержит 3, реже 2 стиха. Редкий в Кастилии и Леоне термин использовался в Каталонии и Арагоне, а широкое распространение получил в Лузитании.
В составленной С. И. Пискуновой антологии «Лузитанская лира» опубликованы переводы на русский язык 2 вилансете португальских авторов. Составительница сборника, в частности, писала следующее: "Конечно, Висенте воспринял и традиции поэзии позднего средневековья (см., например, его вариации на тему «серранильи» — «горной песни»), и приемы любовной казуистики поэтов «Всеобщего кансьонейро» (это видно и в его редондильях «Госпожа моя не хочет…», и в песенке-«вилансете» «Не смотрите на меня…»)". Ж. А. Фернандеш (Geraldo Augusto Fernandes) писал, что из 880 композиций «Всеобщего песенника», датируемых 1449—1516 годами, 76 представлены в форме вилансете. Фернандеш отметил, что использованному французским исследователем Пьером Ле Жентилем (1906—1989) кастильскому термину «вильянсико» соответствует португальское понятие «вилансете».
Из Португалии жанр попал в Бразилию. Массауд Моизес (Massaud Moisés), бразильский автор «Словаря литературных терминов», отождествляет термин «вилансете» с понятием «деревенская песня» (cantiga de vilão, cantiga vilã). В «Искусстве сложения песен» (Arte de Trovar), средневековом трактате на галисийско-португальском языке из «Песенника Национальной библиотеки», были указаны термины cantiga de vilão и cantiga vilã («деревенская кантига»). Несмотря на своё древнее народное галисийско-португальское происхождение, это лирическое стихотворение было впервые зафиксировано во «Всеобщем песеннике», составленном Гарсией де Резенде (1516). Вилансете начинался строфой, именуемой mote (эпиграф) или cabeça (голова, начало), игравшую роль матрицы (паттерна) стихотворения. За ней следовали две или более строф, называемых voltas (витки развития), или pés (ноги), или glosas (глоссы), в которых разрабатывалась заключённая в эпиграфе поэтическая идея. В то время как обычно mote состоял из 3 стихов, voltas могли содержать от 5 до 8 стихов преимущественно из 7 слогов (redondilho maior). Поскольку зачастую автор mote был неизвестен (аноним), это свидетельствовало о традиционном народном происхождении вилансете. Карму (Carmo) писал в 1919 году: «Стихи mote могут повторяться по одному в каждой строфе, но только один единственный присутствует во всех строфах, хотя он может варьироваться с сохранением рифмообразующего слова в конце каждой строфы».
Вилансете широко разрабатывался в XVI веке (Камоэнс и другие), и был излюбленным жанром в эпоху барокко (Sóror Violante do Céu и другие), но пал в забвение в XVII веке. В конце XIX и начале XX столетий стал снова использоваться в поэзии бразильских авторов Антониу Патрисиу (Antônio Patrício), Эужениу де Кастру (Eugênio de Castro), Жулиу Дантаса (Júlio Dantas), Жуана Сарайвы (João Saraiva), Гуларта де Андраде (Goulart de Andrade). В вилансете представлена идентичная структура, которой обладает испанский вилансико.
Во втором томе рыцарского романа Франсишку де Морайша «Палмейрин Английский» (около 1544) три рыцаря распевают вилансете на три голоса:
Triʃte vida ʃe m’ordena,
pois quer voʃʃa condiçam,
que os males, que days por pena,
me fiquem por galardam.
Deʃprezos e eʃquecimento,
quem cont’elles ʃe defende,
nam os ʃinte, ou nam entende
onde chega ʃeu tormento:
mas pera quem ʃinte a pena
inda he moor a ʃem rezam,
quererdes, que o ca morte ordena,
ʃe tome por galardam
Ja, ʃe vos vira contente
deʃte mal e outro mayor,
ʃey que m’enʃinara o amor,
a paʃʃallo leuemente:
mas pois voʃʃa condiçam
quer que em tudo ʃinta pena,
quero eu que o qũ elia ordena
me fique por galardam.
В 1923 году Фернанду Пессоа высоко оценил вилансете Антониу Ботту, отметив их новизну и совершенство: «В создании своих кантиг в стиле вилансете Антониу Ботту может быть превзойдён только с трудом».

## Нотированные издания
- Cancioneiro de Lisboa [Colectânea de música vocal dos séculos XV e XVI] / Partitura (Manuscrito). — [Entre 1530 e 1550]. — 72 f.
- Morais M. Cancioneiro Musical d'Elvas : Separata da Portugaliae Musica, vol. XXXI :  [порт.] / Manuel Morais. — Lisboa : Fundação Calouste Gulbenkian, 1977. — [2], 19, [1] p. — (Portugaliæ Musica). — ISBN 9789726660675.
- Morais M. Vilancetes, Cantigas e Romances do Século XVI : Separata da Portugaliae Musica, vol. XLVII :  [порт.] / Manuel Morais. — Lisboa : Fundação Calouste Gulbenkian, 1986. — Vol. 47. — 32 p. — (Portugaliæ Musica). — ISBN 5601147039578.
- Morais M. Vilancetes, Cantigas e Romances do Século XVI :  [порт.] / Manuel Morais / tradução em Inglês de Christopher Bochmann. — Lisboa : Fundação Calouste Gulbenkian, 1986. — Vol. 47. — CCXVII, [9], 113, [5] p. — (Portugaliæ Musica). — ISBN 5601147039561.
- Stevenson R. Vilancicos portugueses :  [порт.] / Prefácio de Robert Murrell Stevenson em Português e Inglês. — Lisboa : Fundação Calouste Gulbenkian, 1976. — Vol. 29. — XCIV, 160 p. — (Portugaliæ Musica).

Критические издания
- Vieira L. P. Vilancico religioso na Península Ibérica – século XVI : Os vilancicos de Pedro de Cristo (c.1551-1618) :  [порт.] / Luísa Pais Vieira. — Lisboa : Universidade Católica Portuguesa, 2013. — 133 p.
- Raimundo N. O Cancioneiro musical de Paris : Uma nova perspectiva sobre o manuscrito F-Peb Masson 56 :  [порт.] : in 2 vol. / Nuno de Mendonça Freire Nogueira Raimundo. — Lisboa : Universidade Nova de Lisboa, 2017. — 489 p.